# Turritopsis nutricula
Turritopsis nutricula är en nässeldjursart som beskrevs av Edward McCrady 1857. Turritopsis nutricula ingår i släktet Turritopsis och familjen Oceanidae. Arten är känd för att dess celler efter en viss livstid återomvandlas till sitt "barndomstillstånd", vilket gör att döden för organismen ifråga tycks kunna undvikas, det vill säga att arten har "uppfunnit" en variant av "evigt liv". Inga underarter finns listade i Catalogue of Life.